# Pablo Torre Carral
Pablo Torre Carral (Santa Cruz de Bezana, Cantàbria, 3 d'abril de 2003), conegut com a Pablo Torre, és un futbolista professional càntabre que juga com a migcampista ofensiu al Reial Mallorca. És fill de l'exfutbolista Esteban Torre que també va jugar al Racing de Santander als anys noranta.

## Carrera esportiva

### Racing de Santander
Nascut a Soto de la Marina, Cantàbria, Torre va ingressar al planter del Racing de Santander el 2015, des del CD Marina Sport. El 15 d'abril de 2020, quan encara era juvenil, va signar contracte professional amb el club, fins al juny de 2025.
Torre va debutar com a sènior amb el filial el 19 de juliol de 2020, com a titular en un empat 1–1 a fora contra la Gimnástica de Torrelavega, als play-off de promoció de Tercera Divisió. L'agost, amb només 17 anys, va formar part de la plantilla del primer equip en la pretemporada, amb l'entrenador Javi Rozada, i va ser promocionat definitivament al primer equip el setembre.
Torre va debutar amb el primer equip del Racing el 18 d'octubre de 2020, com a titular en el partit inaugural de la Segona Divisió B 2020–21, un empat 1–1 a casa contra el Club Portugalete. Va marcar el seu primer gol com a sènior el 21 de febrer, el segon del seu equip en una victòria per 3–1 a casa contra el CD Laredo; sis dies després, va marcar un doblet en una golejada per 4–0 a fora contra el Barakaldo CF.
Titular habitual durant la seva prmiera temporada sènior, Torre va jugar amb el dorsal 10 a Primera RFEF la temporada 2021-22. Va contribuir amb deu gols en 32 partits (inclosos play-off) a l'ascens del Racing a Segona Divisió.

### FC Barcelona
El març de 2022 es va fer oficial que el FC Barcelona havia arribat a un acord amb el Racing de Santander per contractar Torre, de 18 anys per la temporada 2022-23, a canvi de 5 milions d'euros, que podrien arribar als 20 milions en variables. El un contracte seria fins al 2026, amb una clàusula de rescissió de 100 milions. Seria inicialment assignat a l'equip B per jugar la primera divisió RFEF 2022–23. Va signar contracte fins al 2026 el 15 de juny. Torre va debutar amb el primer equip del Barça en la pretemporada 2022-23, en un amistós per celebrar el centenari de la UE Olot que acabà en empat 1-1.

#### Cessió al Girona
El 18 de juliol de 2023, Torre fou cedit al Girona FC per la temporada 2023–24. El 12 d'agost de 2023, va debutar amb el club en el partit contra la Reial Societat.

#### Retorn al FC Barcelona
Torre va tornar a Barcelona per a la temporada 2024–25. Va tenir un impacte immediat sota el nou entrenador Hansi Flick, marcant en una victòria per 5-1 contra el Vila-real CF el 22 de setembre de 2024 i marcant dos gols en una victòria per 5-1 contra el Sevilla FC el 20 d'octubre de 2024.
Torre també va marcar un gol i va fer dues assistències en un partit de la Copa del Rei contra la UD Barbastro el 4 de gener de 2025. Aquesta notable xifra eleva el seu total de la temporada a 4 gols i 3 assistències, cosa que es tradueix en una contribució golejadora per cada 50 minuts en només 348 minuts de joc per a la temporada.

### RCD Mallorca
El 14 de juliol de 2025, Torre va signar un contracte de quatre anys amb el RCD Mallorca, de primera divisió, per un preu que es rumorejava de 5 milions d'euros.

## Palmarès

### FC Barcelona
- 2 Lligues espanyoles: 2022-23,[24] 2024-25
- 1 Supercopa d'Espanya: 2025[25]
- 1 Copa del Rei: 2024–25[26][27]